# Serpent Obscene
Serpent Obscene war eine schwedische Death- und Thrash-Metal-Band aus Rönninge, die im Jahr 1997 gegründet wurde und sich 2006 auflöste.

## Geschichte
Bereits im Jahr 1993 spielten Johan Thörngren, Nicklas Eriksson und Jonas Eriksson in einer Band namens Infernal Winter. 1998 gründeten Nicklas und Jonas Eriksson die Band Kaamos, in der auch Christofer Barkensjö, der später ebenfalls Serpent Obscene beitreten sollte, als Schlagzeuger beteiligt war. Serpent Obscene wurde im Jahr 1997 gegründet und bestand aus dem Sänger Erik „Tormentor“ Sahlström, den Gitarristen Johan Thörngren und Nicklas Eriksson und dem Schlagzeuger Jonas Eriksson. Im Dezember desselben Jahres erschien ein erstes Demo Behold the Beginning, das eine Auflage von 300 Stück hatte. Im Januar 1999 schloss sich ein zweites Demo unter dem Namen Massacre an, das drei Lieder enthielt. Dadurch erreichte die Band einen Plattenvertrag bei Necropolis Records. Im Folgejahr begab sich die Gruppe im März in die Berno Studios in Malmö, um ihr selbstbetiteltes Album aufzunehmen, das noch im selben Jahr erschien. 2001 verließ der Schlagzeuger Eriksson die Besetzung und wurde durch Christofer „Chris Piss“ Barkensjö (Repugnant, Grave) ersetzt. Im August 2001 begab sich die Band erneut in die Berno Studios, um ihr zweites Album Devastation aufzunehmen. Kurz nach den Aufnahmen verließ Barkensjö die Band wieder, woraufhin Jonas Eriksson zur Band zurückkehrte. Anfang 2003 verließ der Bassist Rob Rocker die Band. Da die Veröffentlichung des Albums über Necropolis Records auf sich warten ließ, machte sich Serpent Obscene auf die Suche nach einem neuen Label, das man mit Black Lodge Records fand. Hierüber erschien im Oktober der Tonträger, während Jonny Putrid als neuer Bassist hinzu kam. Im Jahr 2005 begaben sich die Mitglieder wieder in die Berno Studios, um das nächste Album Chaos Reign Supreme aufzunehmen, das im April 2006 erschien. Der Tonträger wurde von Berno Paulsson (u. a. Spiritual Beggars) produziert. Der Band wurde danach eine Europatournee angeboten, die 30 Auftritte umfasste, die sie jedoch ablehnte. Im Sommer 2006 gab die Gruppe ihre Auflösung bekannt.

## Stil
Janne Stark schrieb in The Heaviest Encyclopedia of Swedish Hard Rock and Heavy Metal Ever! dass die Band Thrash-Metal-orientierten Death Metal spielt und bezeichnete die Musik als eine Mischung aus Bathory, Slayer und The Crown, was der Musik von Defleshed nahekomme. Martin Popoff schrieb in The Collector’s Guide of Heavy Metal Volume 4: The ’00s, dass die Band auf dem selbstbetitelten Debütalbum Retro-Thrash-Metal spielt, der vergleichbar mit Sodom und Destruction ist. Vermischt werde die Musik mit schnellem Death Metal. Auch Anzoni Sadoni vom Metal Hammer beschrieb die Musik auf Devastation als Thrash Metal, vermischt mit schwedischem Death Metal und zog ebenfalls einen Vergleich zu The Crown. In seiner Rezension zu Chaos Reign Supreme stellte Björn Thorsten Jaschinski vom Metal Hammer fest, dass die Band klassischen Thrash Metal der 1980er Jahre spielt, der im Gesang Sadus ähnele und eine Ungestümheit von Razor besitze. Dies sei vergleichbar zu Erik Sahlströms anderen Band Maze of Torment. Die Musik sei frei von alten oder neuen Hardcore-Punk-Einflüssen. Im Legacy wurde die Musik auf Devastation ebenfalls als Retro-Thrash-Metal beschrieben, der mit alten Werken von Kreator und Merciless vergleichbar ist.

## Diskografie
- 1997: Behold the Beginning (Demo, Eigenveröffentlichung)
- 1999: Massacre (Demo, Eigenveröffentlichung)
- 2000: Serpent Obscene (Album, Necropolis Records)
- 2003: Devastation (Album, Black Lodge Records)
- 2005: Chaos Reign Supreme (Album, Black Lodge Records)